# Lovin' You
"Lovin' You"는 미국 가수 미니 리퍼턴의 두 번째 스튜디오 음반인 《Perfect Angel》 (1974)에 수록된 곡이다. 이 곡은 리퍼턴과 그녀의 남편 리처드 루돌프가 작사하고 루돌프와 스티비 원더가 프로듀싱했으며 1974년 11월 29일에 음반의 세 번째 싱글로 발매되었다. 이 곡은 1975년 4월 5일 미국 빌보드 핫 100에서 1위를 차지했다. 또한 영국 싱글 차트에서 2위, 빌보드 R&B 차트에서 3위를 기록했다. 미국에서는 1975년 빌보드 연말 핫 100 싱글에서 13위에 올랐다.
1975년 4월 8일, "Lovin' You"는 RIAA로부터 미국에서 1,000,000장 이상 판매되어 골드 인증을 받았다. 또한 1975년 5월 1일 BPI로부터 영국에서 250,000장 판매되어 실버 인증을 받았다.

## 배경
리처드 루돌프는 1971년 시카고에 살던 리퍼턴과 함께 "Lovin' You"를 작곡하기 시작했다. 부부는 나중에 플로리다로 이사했고, 1972년에 그들의 딸이 태어난 후에도 곡 작업은 계속되었다. 리퍼턴이 최종 멜로디를 개발했고, 루돌프는 가사와 브릿지를 썼다.
몇 년 후 리퍼턴은 에픽 레코드와 계약을 맺었고, 부부는 《Perfect Angel》 음반을 녹음하기 위해 로스앤젤레스로 이사했다. 에픽이 리퍼턴에게 음반 프로듀서를 누구로 하고 싶냐고 묻자, 그녀는 스티비 원더를 지명했다. 당시 미국 대중음악계에서 가장 큰 이름 중 하나였던 원더는 리퍼턴의 작업에 팬이었고, 협업에 동의했다.
그러나 원더는 모타운 레코드와 계약되어 있었기 때문에, 계약 충돌을 피하기 위해 그의 점성술적 별자리가 금우궁인 점을 이용해 스페인어로 "검은 황소"를 의미하는 "엘 토로 네그로"라는 가명으로 크레딧에 올랐다. 같은 이유로 원더는 루돌프와 공동 프로듀서로서만 프로젝트의 프로듀서를 맡기로 동의했고, 그 결과 스코르부 프로덕션(Scorbu Productions)이라는 프로덕션 회사가 이 프로젝트를 위해 특별히 설립되었다.

## 구성
"Lovin' You"는 원래 4분의 4박자로 분당 72박자의 템포로 가장조로 출판되었다. 리퍼턴의 보컬은 C♯4에서 F♯6(277–1480 Hz)까지 걸쳐 있다.
리퍼턴의 컴필레이션 음반 《Petals》의 라이너 노트에 따르면, "Lovin' You"의 멜로디는 미니와 그녀의 남편 리처드가 함께 시간을 보낼 수 있도록 아기 딸(마야 루돌프)의 주의를 분산시키기 위해 만들어졌다. 마야는 녹음 당일 리퍼턴과 함께 스튜디오에 있었고, 리퍼턴이 노래 끝에 딸의 이름을 부르는 소리를 들을 수 있는데, 이는 미편집 또는 음반 버전에만 해당된다. 라디오 편집본에서는 디스크 자키들이 반복되는 "마야"가 과도하고 종교적 찬가로 오해될 수 있다고 생각하여 노래가 일찍 페이드아웃된다.

## 악기 편성
라디오로 발매된 오리지널 싱글 버전에는 리퍼턴의 보컬만 포함되어 있었고, 일렉트릭 피아노와 어쿠스틱 기타가 반주했다. 음반의 나머지 부분과 마찬가지로 피아노 반주는 원더가 연주했다. 루돌프는 이 곡에서 어쿠스틱 기타를 연주했다. 싱글이 인기를 얻은 후, 대안 싱글 버전이 만들어졌는데, 이는 Arp 스트링 신디사이저의 효과를 추가하여 단순하게 들리는 곡의 복잡성과 깊이를 높이려는 노력의 일환이었다. 이 대안 7인치 싱글 버전은 2017년 음반 재발매인 《Perfect Angel: Deluxe Edition》에 수록되었다.
"Lovin' You"는 타악기 없이 미국 빌보드 핫 100에서 1위를 차지한 첫 번째 곡 중 하나였다.
이 곡은 특히 노래의 브릿지에서 리퍼턴이 높은 휘슬 레지스터를 사용한 것과 곡 전체에 걸쳐 들리는 지저귀는 새소리로 유명하다. 리퍼턴은 곡의 데모를 녹음하는 동안 새소리가 우연히 녹음되었다고 밝혔다. 그녀는 그것이 "잘 어울리는 것 같아서" 곡에 그대로 남겨두었고, 곡의 최종 버전에 포함되었다고 말했다.

## 발매
루돌프와 리퍼턴은 음반 홍보 투어 중 "Lovin' You"가 사람들에게 미치는 영향을 본 후 에픽에게 싱글로 발매해 달라고 요청했다. 루돌프는 이렇게 회상했다. "어느 날 밤 우리는 엄청난 눈보라가 몰아치는 포틀랜드에서 공연을 하고 있었습니다. 우리가 'Lovin' You'를 연주하는 동안 사람들이 서로 팔을 두르고 즐거운 시간을 보내는 것을 보았습니다." 에픽은 처음에는 리퍼턴을 R&B 가수로 마케팅할 계획이었기 때문에 거부했다. 그러나 루돌프와 리퍼턴은 R&B 레이블을 거부하고 "[리퍼턴은] 그저 가수일 뿐"이라고 주장하며 뜻을 관철시켰다.
이 곡은 1974년 11월 29일 《Perfect Angel》의 세 번째 싱글로 발매되었다. 이 곡은 음반에서 가장 성공적인 곡이자 리퍼턴의 가장 큰 히트곡이 되었다. "Lovin' You"로 리퍼턴은 에픽 레이블의 첫 번째 여성 아티스트로 빌보드 핫 100에서 데뷔곡으로 1위를 차지했다.

## 차트 성과
미국에서 "Lovin' You"는 1975년 1월 18일 빌보드 핫 100에 데뷔했으며, 12주 후인 1975년 4월 5일 1위를 차지했다. 이 곡은 핫 100에 총 18주 동안 머물렀다. 빌보드 어덜트 컨템포러리 차트에 진입한 지 10주 후, 이 곡은 1975년 3월 29일 4위를 기록했으며, 총 14주 동안 차트에 머물렀다. 빌보드 핫 R&B/힙합 송 차트에 진입한 지 10주 후, 이 곡은 1975년 3월 29일 3위를 기록했다. 이 곡은 R&B 차트에 총 17주 동안 머물렀다. 캐나다에서는 이 곡이 팝 차트에서 3위(총 12주), AC 차트에서 5위(총 9주)를 기록했으며, 연말 차트에서는 56위를 차지했다.

## 비평가들의 평가
올뮤직의 에드 호건은 리퍼턴의 작품이 단순함으로 알려져 있으며, "Lovin' You"도 이러한 특징과 일치한다고 언급하며, 이 곡의 "단순한 사랑 고백"이 "종소리 나는 일렉트릭 피아노"와 "부드러운 어쿠스틱 기타"의 "성기하고 산뜻한 배경"에 의해 더욱 돋보인다고 말했다. BBC의 대릴 이슬리아는 "Lovin' You"가 "미국 정상에 오른 가장 부드러운 [곡] 중 하나"라고 평했다. 이슬리아는 노래 끝에 어린 딸 마야의 이름을 찬송가처럼 반복하는 리퍼턴의 모습을 언급하며, 이 곡이 "처음 들었을 때처럼 지금도 감동적이다"라고 선언했다. 클래식 팝은 이 곡이 타악기 없이 거의 아카펠라에 가까운 드문 악기 편성으로 리퍼턴의 목소리를 돋보이게 한다고 평했다. 리뷰어는 리퍼턴을 "뛰어나게 분류 불가능한 아티스트"로 정의했으며, 이 곡이 그녀를 아티스트로 정의하고 마케팅하는 것이 얼마나 어려웠을지를 완벽하게 보여주는 예시라고 생각했다. 피치포크의 마커스 J. 무어는 "Lovin' You"를 "놀랍도록 다정하며", "리퍼턴이 애절하게 전달하는 달콤한 어쿠스틱 자장가"라고 묘사했다. 그는 이 곡이 리퍼턴의 인상적인 5옥타브 반의 보컬 범위를 잘 보여주는 훌륭한 예시라고 생각했으며, 리퍼턴의 목소리를 "사랑, 보살핌, 부드러운 낭만주의를 동등하게 부여하는 역동적이고 마음을 울리는 악기"라고 칭찬했다. 가디언의 스티비 칙은 이 곡의 "영리하게 간소화된 프로덕션"과 "어지러운 일렉트릭 피아노", "부드러운 어쿠스틱 기타"를 언급했다. 그는 리퍼턴의 "힘들이지 않는" 보컬이 그녀의 5옥타브 음역을 보여줄 뿐만 아니라 "리퍼턴이 기쁨 속에서 호화롭게 지내는 소리"를 드러낸다고 느꼈다.
"Lovin' You"는 빌보드 선정 '역대 최고의 사랑 노래 50곡'에서 46위에 올랐다.

## 대중문화에서
1996년 코미디 영화 《너티 프로페서》에서 셔먼 클럼프는 자신의 또 다른 자아 버디 러브의 모습으로 사랑하는 칼라 퍼디에게 노래의 첫 부분을 부른다(코러스 끝에서 높은 음을 내기 위해 라이벌 레지 워싱턴의 손을 우스꽝스럽게 비틀면서).
1997년 코미디 영화 《휴가 대소동 - 라스베가스》에서 엘렌 그리즐드와 웨인 뉴턴이 이 노래를 듀엣으로 부른다.
《사우스 파크》 시즌 1 에피소드 4 "Big Gay Al's Big Gay Boat Ride"에서, 리처드 스타모스가 노래의 높은 F-sharp 음을 쳤을 때 음파 트리거 장치를 사용하여 상대 축구팀을 폭파시키기 위한 폭탄이 무장된다. 그들은 폭탄을 미들 파크의 마스코트에 부착한다. 하프타임에 리처드 스타모스는 음을 내지 못하고, 짐보와 네드를 화나게 하는데, 그들은 그가 그의 형제만큼 재능이 없다고 소리친다. 에피소드 끝에서 리처드는 마침내 높은 음을 내고 폭파를 일으킨다.
2000년대 초반, 비자는 피츠버그 스틸러스 경기에서 이 노래가 재생되는 TV 광고에 이 노래의 클립을 사용했다. 많은 선수와 팬들의 실망 속에서 광고 중간에 경기장 음향 직원이 수표로 "Who Let the Dogs Out" 복사본을 사려고 하는 음악 상점 장면으로 전환된다.
2004년 영화 《Johnson Family Vacation》에서 도로시 존슨과 데스티니 존슨이 욕조에서 이 곡을 부른다.
2006년 디즈니 영화 《와일드》에서 이 노래가 몇 초간 나온다.
2009년 프랑스 코미디 영화 《OSS 117: 리오 대작전》에서 이 음악이 잠시 재생되었다.
2010년 드림웍스 애니메이션 영화 《메가마인드》에서 영화 내내 여러 번 재생된다.
2019년, 이 곡은 영화 《앵그리 버드 2: 독수리 왕국의 침공》에 사용되었다. 리퍼턴의 딸 마야 루돌프는 이 영화에서 마틸다 목소리를 연기했다.
1977년 더 배런 나이츠는 나무에 있는 새들에게 총을 쏘는 코믹 듀얼 버전 중 하나로 이 노래를 사용했다.
2025년, 이 곡은 《블랙 미러》 시즌 7의 첫 번째 에피소드인 "Common People"에 사용되었다.
2007년 영화 《디스터비아》에서 이 노래는 샤이아 러버프의 캐릭터가 한 장면에서 재생한다.

## 트랙 목록
- 7" 싱글 (1974) Epic 3121[4]

1. "Lovin' You" – 3:20
2. "The Edge Of A Dream" – 3:34

- 7" 싱글 (1987) BR 45216 [네덜란드][4]

1. "Lovin' You" – 3:20
2. "스카이라크 – 와일드플라워" – 3:14

## 차트 및 인증
| 차트 (1975)                         | 최고 순위 |
| ----------------------------------- | --------- |
| 오스트레일리아 (켄트 뮤직 리포트)   | 5         |
| 벨기에 (울트라탑 50 플랑드르)       | 7         |
| 캐나다 탑 싱글 (RPM)                | 3         |
| 캐나다 성인 컨템포러리 (RPM)        | 5         |
| 핀란드 (수오멘 비랄리넨 리스타)     | 25        |
| 네덜란드 (네덜란드스 탑 40)         | 9         |
| 네덜란드 (싱글 톱 100)              | 6         |
| 뉴질랜드 (레코드 뮤직 NZ)           | 11        |
| 영국 싱글 (오피셜 차트 컴퍼니)      | 2         |
| 미국 빌보드 핫 100                  | 1         |
| 미국 어덜트 컨템포러리 (《빌보드》) | 4         |
| 미국 핫 솔 싱글 (빌보드)            | 3         |

| 차트 (1975)                       | 순위 |
| --------------------------------- | ---- |
| 오스트레일리아 (켄트 뮤직 리포트) | 38   |
| 캐나다                            | 56   |
| 네덜란드                          | 82   |
| 영국                              | 24   |
| 미국 빌보드 핫 100                | 13   |

### 인증
| 국가                       | 인증 | 판매량/출하량 |
| -------------------------- | ---- | ------------- |
| 영국 (BPI)                 | 실버 | 250,000^      |
| 미국 (RIAA)                | 골드 | 1,000,000^    |
| ^출하량을 기반으로 한 인증 |      |               |

## 기타 발매
2017년 12월 1일, 유니버설 뮤직 엔터프라이즈는 리퍼턴의 70번째 생일을 기념하여 《Perfect Angel》을 《Perfect Angel: Deluxe Edition》으로 리마스터링하여 재발매했다. 이 음반은 표준 디지털 및 고해상도 96k/24비트 오디오 형식으로 2CD 세트로 발매되었다. 디럭스 에디션에는 원곡 외에 "Lovin' You"의 두 가지 대체 버전이 포함되었다. 첫 번째는 Arp 스트링 신디사이저 오버더빙이 포함된 7인치 싱글 버전이었으며, 원곡에는 없었던 루돌프의 카운트다운도 포함되었다. 두 번째 대체 버전에는 스티비 원더의 원더러브 밴드 백킹이 포함되었는데, 원곡 "히트 싱글" 버전에는 각각 보컬, 기타, 키보드를 담당한 리퍼턴, 루돌프, 원더만 포함되어 있었다.

## 더 오브: 울트라월드의 중심에서 지배하는 거대하게 성장하는 고동치는 뇌
1989년 영국 전자 음악 그룹 더 오브는 자신들의 레이블인 WAU! Mr. Modo Records에서 "A Huge Ever Growing Pulsating Brain That Rules from the Centre of the Ultraworld (Loving You)"를 싱글로 발매했다. 이 곡은 나중에 Big Life에서 밴드의 데뷔 음반 《The Orb's Adventures Beyond the Ultraworld》(1991)에 수록되었다.
싱글 버전은 1989년 10월 15일 Cortina D'Ampezzo에서 라이브로 녹음되어 1989년 11월에 발매되었다. 이 곡은 길이가 거의 20분에 달함에도 불구하고 영국 싱글 차트에서 78위를 기록했다. "A Huge Ever Growing Pulsating Brain ..."은 미니 리퍼턴의 "Lovin' You"의 샘플을 기반으로 하고 이를 앰비언트 배경으로 형성하는 다양한 음향 효과로 구성되었다. 이 곡은 앰비언트 하우스의 대표적인 예로 여겨진다.
초기 싱글 발매본에는 "Loving You"라는 부제가 붙어 있었으며, 리퍼턴의 녹음에서 직접 가져온 샘플이 포함되어 있었다. 그러나 더 오브는 리퍼턴의 보컬 샘플 사용 허가를 받지 않아 이를 삭제해야 했다. 싱글은 비슷한 소리의 가수의 보컬을 사용하여 재발매되었으므로, 싱글의 첫 주 발매본에만 리퍼턴의 보컬 샘플이 포함되어 있었다. 그 결과, 이 초기 발매본은 귀한 가치를 지닌다.
슬랜트의 살 신케마니는 이 곡을 "서사적"이고 "결정적인 앰비언트 하우스 트랙"이라고 불렀다. 그는 리퍼턴의 "Lovin' You" 샘플을 위한 음악적 배경을 형성하기 위해 만들어진 "시냇물 소리, 부서지는 파도 소리, 귀뚜라미 소리, 성가, 수탉 소리, 교회 종소리 및 기타 다양한 백색 소음의 우아한 태피스트리"를 언급했다. 아이리시 타임스의 브라이언 보이드(Brian Boyd)는 이 곡을 "많은 밴드에 영향을 주었지만, 그들의 특이한 능력을 근접하게 따라올 수 있는 밴드는 없었다"고 묘사하며 획기적이고 기념비적인 순간이라고 평했다.
싱글 발매 후 일주일 이내에 더 오브는 존 필의 초청을 받아 1989년 12월 3일 BBC의 Maida Vale Studios(스튜디오 3)에서 라이브 버전을 녹음했다. BBC 라디오 1의 전설적인 DJ였던 필은 1989년 12월 19일 라이브 버전을 방송하여 밴드와 곡을 훨씬 더 많은 청중에게 알렸다. BBC 라디오 1에서 라이브로 연주된 버전에는 리퍼턴의 목소리 샘플이 포함되어 있었고, 1990년 존 필의 연말 Festive Fifty에서 "Loving You (Session)"이라는 이름으로 10위에 올랐다.

## 셰니스 버전
미국 싱어송라이터 셰니스는 두 번째 스튜디오 음반인 《Inner Child》(1991)를 위해 "Lovin' You"의 커버 버전을 녹음했다. 이 곡은 나라다 마이클 월든이 프로듀싱하고 모타운에서 1992년 8월 음반의 네 번째이자 마지막 싱글로 발매되었다. 이 곡은 미국 빌보드 R&B 차트에서 59위를 기록했고, 영국 싱글 차트에서 54위를 기록했다. 셰니스 오리지널 커버의 리메이크 곡은 그녀의 음반 《Every Woman Dreams》(2006)에도 포함되었다.
셰니스의 5옥타브 보컬 범위와 "희귀한 콜로라투라 소프라노" 능력은 그녀의 "Lovin' You" 커버에서 잘 드러났다.

### 비평가들의 평가
올뮤직의 팀 그릭스는 셰니스의 목소리에 깊은 인상을 받았으며, 그녀의 보컬 능력을 미니 리퍼턴에 비유했다. 그릭스는 리퍼턴의 노래에 대한 그녀의 버전이 원곡과 "어느 정도" 필적한다고 느꼈다. 빌보드의 래리 플릭은 이 곡을 "반짝이는 연주"라고 부르며, "그녀의 젊음은 이 노래에 사랑스럽고 순수한 특성을 부여하여 탑 40 라디오와 어반 라디오 프로그래머 모두에게 상쾌하고 거부할 수 없는 매력을 선사해야 한다"고 말했다. 그는 또한 "이 트랙은 셰니스에게 그녀의 강력한 보컬 범위를 펼칠 기회를 제공한다"고 덧붙였다. 캐시박스의 클라크와 드베이니는 이 곡을 《Inner Child》 음반의 "고품질" 곡이라고 평했다. 피플지의 한 리뷰어는 이 커버를 "천진난만하다"고 묘사했고, 반면 윌슨 & 알로이는 셰니스가 곡의 기술적 난이도를 다룰 수 있었음에도 불구하고 충분한 감정이 부족하다고 느꼈다. 롤링 스톤의 마이클 에릭 다이슨은 이 가수가 "원곡의 즉시성과 단순함을 보존하면서도, 여기에 변형된 음표, 저기에 보컬 플로리시를 추가하여 색채와 뉘앙스를 더한다"고 평했다.

### 트랙 목록
- 영국 CD 싱글 (모타운 860 071-2)[67]

1. "Lovin' You" (싱글 버전) – 4:01
2. "I Love Your Smile" (드리자 본 싱글 리믹스) – 3:50
3. "I Love Your Smile" (드리자 본 클럽 리믹스) – 4:21
4. "Lovin' You" (연주곡) – 3:50

### 인원
- 드럼 및 프로그래밍: 나라다 마이클 월든
- 키보드 및 프로그래밍: 루이스 비안카니엘로
- 프로듀서: 나라다 마이클 월든

### 차트
| 차트 (1992)                         | 최고 순위 |
| ----------------------------------- | --------- |
| 오스트레일리아 (ARIA)               | 189       |
| 영국 싱글 (오피셜 차트 컴퍼니)      | 54        |
| 미국 Hot R&B/Hip-Hop Songs (빌보드) | 59        |

### 발매 역사
| 지역 | 날짜            | 형식                                 | 레이블        | Ref.   |
| ---- | --------------- | ------------------------------------ | ------------- | ------ |
| 미국 | 1992년 8월      | 카세트                               | 모타운 레코드 |        |
| 일본 | 1992년 9월 21일 | 미니 CD                              | 모타운 레코드 | [ 71 ] |
| 영국 | 1992년 11월 2일 | 7인치 바이닐 12인치 바이닐 CD 카세트 | 모타운 레코드 | [ 72 ] |

## 기타 주목할 만한 버전
"Lovin' You"는 재즈, 레게, 팝, 록, 일렉트로니카, 인디 록, R&B, 솔, 힙합 등 다양한 장르로 커버되었다.
- 미국 재즈 음악가이자 작곡가 마일스 데이비스는 1975년 5월 5일 "Minnie"라는 곡을 녹음했다. "Minnie"는 미니 리퍼턴의 "Lovin' You"를 기반으로 했다. 이 곡은 7개의 테이크로 녹음되었으며, 7번 테이크는 데이비스의 사후 음반 《The Complete On the Corner Sessions》(2007)에 수록되었다.[73][74] 피치포크의 도미니크 레오네는 이 곡을 "짧고" "이상하게 라운지풍"이라고 묘사했다.[74] 올 어바웃 재즈의 존 켈먼은 이 곡을 "거의 팝에 가까운" 곡이며, 음반에서 뚜렷한 멜로디와 음악적 형태를 가진 유일한 트랙 중 하나라고 묘사했다.[75]
- 영국 가수 재닛 케이는 1977년 알톤 엘리스가 프로듀싱한 "Lovin' You"의 레게 커버 버전을 녹음했으며, 이 곡은 영국 레게 차트에서 1위를 차지했다.[76] 케이의 버전은 레게 컴필레이션 음반 《Burning Up》(1995)에 수록되었으며, 올뮤직의 스티븐 쿡은 그녀의 커버가 "매우 듣기 좋았다"고 언급했다.[77]
- 자메이카 레게 아티스트 알톤 엘리스와 더 헵톤스는 앨범 《Mr. Skabeana》(1980)를 위해 이 곡의 커버 버전을 녹음했다. VH1의 지미 웬츠는 그들의 커버 버전을 '12 More Awesome Reggae Covers Of Classic Songs' 목록에서 3위로 선정했다. 웬츠는 원곡과 달리 이 커버에는 타악기가 포함되어 있었고, 아티스트들도 휘슬 레지스터로 노래하려고 시도하지 않았다고 언급했다.[14]
- 매시보(Massivo, 피처링 트레이시)는 1990년 5월 영국 차트에 진입하여 25위에 올랐고 11주 동안 영국 차트에 머문 "Loving You"의 커버 버전을 발매했다.
- 밴드 Her's는 2017년에 "Lovin' You"의 커버 버전을 발매했다.